# Liga de Campeones de Baloncesto de las Américas 2024-25
La temporada 2024-25 de la Liga de Campeones de Baloncesto de las Américas (oficialmente y en inglés Basketball Champions League Americas) será la sexta edición del torneo continental de FIBA para la región Américas y recibirá a 12 equipos de siete países de la región. 

## Equipos participantes
| País              | Equipo                        | Vía de clasificación |
| ----------------- | ----------------------------- | --- |
| Argentina 3 cupos | Boca Juniors Instituto Quimsa | Campeón de la Liga Nacional de Básquet 2023-24 Subcampeón de la Liga Nacional de Básquet 2023-24 Campeón de la BCLA 2023-24 |
| Brasil 3 cupos    | SESI Franca Flamengo Minas TC | Campeón del Novo Basquete Brasil 2023-24 Subcampeón del Novo Basquete Brasil 2023-24 3° del Novo Basquete Brasil 2023-24    |
| Chile 1 cupo      | Leones de Quilpué             | Campeón de la Liga Nacional de Básquetbol 2024                                                                              |
| Colombia 2 cupos  | Paisas BC Toros del Valle     | Invitado Subcampeón de la División Profesional de Baloncesto 2024-I                                                         |
| Nicaragua 1 cupo  | Real Estelí                   | Campeón de la Liga Superior de Baloncesto 2024                                                                              |
| Panamá 1 cupo     | Toros de Chiriquí             | Campeón de la Liga Summer 2024                                                                                              |
| Uruguay 1 cupo    | Biguá                         | Subcampeón de la BCLA 2021-22                                                                                               |

## Formato de competencia
La Temporada 6 de la BCL Americas, iniciará el 11 de diciembre, con los 12 clubes disputando la fase de grupos en tres ventanas. Luego, los ocho mejores conjuntos (dos por cada grupo) avanzarán a los cuartos de final (A1vsB2, D1vsC2, D2vsC1 y A2vsB1) previstos para marzo de 2025 y batallarán por llegar al Final 4 que se jugará en abril. 
La Junta Diretiva de la Basketball Champions League Americas informó para el procedimiento del sorteo que el Grupo A será preasignado por razones geográficas y logísticas, de manera que solo se sortearán los Grupos B, C y D.
En el procedimiento se indicó que no podrían formar parte del mismo grupo dos clubes del mismo país. Los equipos fueron colocados en tres bombos, repartidos de la siguiente manera:
- Bombo 1: Flamengo, Instituto, Quimsa.
- Bombo 2: Boca Juniors, Franca, Minas.
- Bombo 3: Leones de Quilpué, Toros de Chiriquí, Biguá.

Estos fueron los resultados del sorteo:
| Grupo A         | Grupo B           | Grupo C | Grupo D          |
| --------------- | ----------------- | ------- | ---------------- |
| Paisas          | Flamengo          | Quimsa  | Instituto        |
| Toros del Valle | Boca Juniors      | Minas   | Franca           |
| Real Estelí     | Toros de Chiriquí | Biguá   | Leones de Quilpé |

## Primera ronda

### Grupo A
| Pos. | Equipo          | Pts | PJ | PG | PP | PF  | PC  | Dif |
| ---- | --------------- | --- | -- | -- | -- | --- | --- | --- |
| 1.   | Real Estelí     | 10  | 6  | 4  | 2  | 515 | 489 | 26  |
| 2.   | Paisas BC       | 9   | 6  | 3  | 3  | 526 | 547 | -21 |
| 3.   | Toros del Valle | 8   | 6  | 2  | 4  | 507 | 512 | -5  |

|  | Clasificados a la siguiente fase del torneo. |

Los horarios corresponden a la hora local.

Primera ventana
| 16 de enero de 2025 | Real Estelí                                                            | 87–68                                 | Toros del Valle                                                                    | Managua |  |
| 19:40 (UTC-6)       | Parciales: 29-26, 26-27, 18-16, 14-16                                  | Parciales: 29-26, 26-27, 18-16, 14-16 | Parciales: 29-26, 26-27, 18-16, 14-16                                              | |  |
|                     | Estadísticas Jezreel De Jesús (20) Jensen Campbell (11) Jared Ruíz (5) | Reporte Pts Reb Asts                  | Estadísticas (15) J. Ayarza, S. De Luque (12) Soren De Luque (9) Christian Pizarro | Pabellón: Polideportivo Alexis Argüello Asistencia: 5,100 espectadores Árbitros: Omar Bermúdez Leonardo Zalazar Nicolás Zivieri |  |

| 17 de enero de 2025 | Toros del Valle                                                                    | 102–68                                | Paisas BC                                                           | Managua |  |
| 19:40 (UTC-6)       | Parciales: 28-18, 23-17, 28-16, 23-17                                              | Parciales: 28-18, 23-17, 28-16, 23-17 | Parciales: 28-18, 23-17, 28-16, 23-17                               | |  |
|                     | Estadísticas Michaell Wright (22) S. De Luque, M. Wright (9) Christian Pizarro (5) | Reporte Pts Reb Asts                  | Estadísticas (13) Eric Crawford (10) Eloy Vargas (3) Tres jugadores | Pabellón: Polideportivo Alexis Argüello Asistencia: 200 espectadores Árbitros: Omar Bermúdez Alan Dos Santos Nicolás Zivieri |  |

| 18 de enero de 2025 | Real Estelí                                                         | 79–70                                 | Paisas BC                                                      | Managua |  |
| 19:40 (UTC-6)       | Parciales: 20-17, 22-12, 19-20, 18-21                               | Parciales: 20-17, 22-12, 19-20, 18-21 | Parciales: 20-17, 22-12, 19-20, 18-21                          | |  |
|                     | Estadísticas Gabriel Girón (20) Jared Ruiz (8) Jezreel De Jesús (5) | Reporte Pts Reb Asts                  | Estadísticas (20) Glenn Cosey (17) Eloy Vargas (5) Glenn Cosey | Pabellón: Polideportivo Alexis Argüello Asistencia: 5,500 espectadores Árbitros: Omar Bermúdez Leonardo Zalazar Alan Dos Santos |  |

Segunda ventana
| 31 de enero de 2025 | Toros del Valle                                                           | 87–99                                 | Paisas BC                                                     | Cali                                                                                     |  |
| 19:40 (UTC-5)       | Parciales: 24-29, 18-15, 21-27, 24-28                                     | Parciales: 24-29, 18-15, 21-27, 24-28 | Parciales: 24-29, 18-15, 21-27, 24-28                         |                                                                                          |  |
|                     | Estadísticas Benito Santiago Jr. (24) Tonny Trocha (8) Soren De Luque (4) | Reporte Pts Reb Asts                  | Estadísticas (34) Víctor Liz (14) Eloy Vargas (5) Glenn Cosey | Pabellón: Coliseo Evangelista Mora Árbitros: Juan Fernández Andrés Bartel Fernando Leite |  |

| 1 de febrero de 2025 | Paisas BC                                                      | 101–100                               | Real Estelí                                                            | Cali |  |
| 19:40 (UTC-5)        | Parciales: 30-29, 31-28, 24-28, 16-15                          | Parciales: 30-29, 31-28, 24-28, 16-15 | Parciales: 30-29, 31-28, 24-28, 16-15                                  | |  |
|                      | Estadísticas Víctor Liz (34) Eric Griffin (11) Glenn Cosey (5) | Reporte Pts Reb Asts                  | Estadísticas (35) Jezreel De Jesús (4) Jared Ruíz (5) Jezreel De Jesús | Pabellón: Coliseo Evangelista Mora Árbitros: Leonardo Zalazar Andrés Bartel Nicolás Daniel Flores Ávalos |  |

| 2 de febrero de 2025 | Toros del Valle                                                         | 82–72                                 | Real Estelí                                                      | Cali                                                                                        |  |
| 18:10 (UTC-5)        | Parciales: 32-13, 17-20, 13-17, 20-22                                   | Parciales: 32-13, 17-20, 13-17, 20-22 | Parciales: 32-13, 17-20, 13-17, 20-22                            |                                                                                             |  |
|                      | Estadísticas Luis Almanza (17) Luis Almanza (13) Christian Pizarro (10) | Reporte Pts Reb Asts                  | Estadísticas (20) Jared Ruíz (5) Gabriel Girón (5) Gabriel Girón | Pabellón: Coliseo Evangelista Mora Árbitros: Juan Fernández Leonardo Zalazar Fernando Leite |  |

Tercera ventana
| 5 de febrero de 2025 | Paisas BC                                                     | 87–92                                  | Real Estelí                                                                   | Medellín                                                                                        |  |
| 19:40 (UTC-5)        | Parciales: 12-20, 23-23, 23-27, 29-'22                        | Parciales: 12-20, 23-23, 23-27, 29-'22 | Parciales: 12-20, 23-23, 23-27, 29-'22                                        |                                                                                                 |  |
|                      | Estadísticas Víctor Liz (20) Juan Rosario (8) Glenn Cosey (6) | Reporte Pts Reb Asts                   | Estadísticas (32) Jezreel De Jesús (6) J. De Jesús, J. Ruiz (5) Gabriel Girón | Pabellón: Coliseo Iván de Bedout Árbitros: Roberto Vázquez Ryan Johnson Julirys Guzmán Laureano |  |

| 6 de febrero de 2025 | Real Estelí                                                              | 85–81                                 | Toros del Valle                                                          | Medellín                                                                                         |  |
| 19:40 (UTC-5)        | Parciales: 10-18, 20-20, 29-21, 26-22                                    | Parciales: 10-18, 20-20, 29-21, 26-22 | Parciales: 10-18, 20-20, 29-21, 26-22                                    |                                                                                                  |  |
|                      | Estadísticas Jezreel De Jesús (25) Jared Ruíz (12) G. Girón, J. Ruíz (5) | Reporte Pts Reb Asts                  | Estadísticas (22) Michaell Wright (9) Tonny Trocha (7) Christian Pizarro | Pabellón: Coliseo Iván de Bedout Árbitros: Leonardo Zalazar Ryan Johnson Julirys Guzmán Laureano |  |

| 7 de febrero de 2025 | Paisas BC                                                       | 101–87                                | Toros del Valle                                                                | Medellín                                                                                 |  |
| 19:40 (UTC-5)        | Parciales: 21-23, 31-21, 24-24, 25-19                           | Parciales: 21-23, 31-21, 24-24, 25-19 | Parciales: 21-23, 31-21, 24-24, 25-19                                          |                                                                                          |  |
|                      | Estadísticas Glenn Cosey (30) Juan Rosario (12) Glenn Cosey (4) | Reporte Pts Reb Asts                  | Estadísticas (19) Josimar Ayarza (6) De Luque, T. Trocha (5) Christian Pizarro | Pabellón: Coliseo Iván de Bedout Árbitros: Roberto Vázquez Leonardo Zalazar Carlos Vélez |  |

### Grupo B
| Pos. | Equipo            | Pts | PJ | PG | PP | PF  | PC  | Dif  |
| ---- | ----------------- | --- | -- | -- | -- | --- | --- | ---- |
| 1.   | Flamengo          | 11  | 6  | 5  | 1  | 542 | 413 | 129  |
| 2.   | Boca Juniors      | 10  | 6  | 4  | 2  | 515 | 441 | 74   |
| 3.   | Toros de Chiriquí | 6   | 6  | 0  | 6  | 391 | 594 | -203 |

|  | Clasificados a la siguiente fase del torneo. |

Los horarios corresponden a la hora local.

Primera ventana
| 15 de diciembre de 2024 | Flamengo                                                                                     | 70–69                                 | Boca Juniors                                                            | Río de Janeiro                                                                                |  |
| 19:40 (UTC-3)           | Parciales: 20-22, 13-13, 21-15, 16-19                                                        | Parciales: 20-22, 13-13, 21-15, 16-19 | Parciales: 20-22, 13-13, 21-15, 16-19                                   |                                                                                               |  |
|                         | Estadísticas G. Deodato, S. Johnson (16) J. Williams, L. Siewert (7) F. Balbi, A. Borges (5) | Reporte Pts Reb Asts                  | Estadísticas (20) Andrés Ibargüen (8) Sebastián Vega (6) Santiago Scala | Pabellón: Tijuca Tenis Clube Árbitros: Johnny Batista Krishna Domínguez Jayson Anthony Stiell |  |

| 16 de diciembre de 2024 | Boca Juniors                                                              | 92–71                                 | Toros de Chiriquí                                                        | Río de Janeiro                                                                              |  |
| 19:40 (UTC-3)           | Parciales: 22-22, 33-14, 18-23, 19-12                                     | Parciales: 22-22, 33-14, 18-23, 19-12 | Parciales: 22-22, 33-14, 18-23, 19-12                                    |                                                                                             |  |
|                         | Estadísticas Andrés Ibargüen (18) F. Piñero, S. Vega (6) José Vildoza (8) | Reporte Pts Reb Asts                  | Estadísticas (20) Gregory Foster (9) Ezequiel Bell (4) Guillermo Navarro | Pabellón: Tijuca Tenis Clube Árbitros: Johnny Batista Alan Dos Santos Edwin Quiles Roríguez |  |

| 17 de diciembre de 2024 | Flamengo                                                              | 99–72                                 | Toros de Chiriquí                                                         | Río de Janeiro                                                                                 |  |
| 19:40 (UTC-3)           | Parciales: 23-13, 18-17, 34-17, 24-25                                 | Parciales: 23-13, 18-17, 34-17, 24-25 | Parciales: 23-13, 18-17, 34-17, 24-25                                     |                                                                                                |  |
|                         | Estadísticas Jordan Williams (16) Lucas Siewert (10) Franco Balbi (7) | Reporte Pts Reb Asts                  | Estadísticas (18) Adalberto Rojas (5) Guillemo Navarro (9) Gregory Foster | Pabellón: Tijuca Tenis Clube Árbitros: Johnny Batista Krishna Domínguez Edwin Quiles Rodríguez |  |

Segunda ventana
| 12 de enero de 2025 | Toros de Chiriquí                                                              | 50–96                                | Flamengo                                                                    | Ciudad de Panamá                                                                           |  |
| 20:40 (UTC-5)       | Parciales: 12-18, 14-30, 18-26, 6-22                                           | Parciales: 12-18, 14-30, 18-26, 6-22 | Parciales: 12-18, 14-30, 18-26, 6-22                                        |                                                                                            |  |
|                     | Estadísticas Michael Hicks (14) Jaime Lloreda (7) G. Navarro, R. Armstrong (3) | Reporte Pts Reb Asts                 | Estadísticas (13) G. Deodato, S. Johnson (8) Ruan Miranda (9) Alexey Borges | Pabellón: Arena Roberto Durán Árbitros: Andrés Bartel Blanca Burns Julirys Guzmán Laureano |  |

| 13 de enero de 2025 | Flamengo                                                               | 96–61                                 | Boca Juniors                                                             | Ciudad de Panamá |  |
| 20:40 (UTC-5)       | Parciales: 27-21, 30-14, 20-12, 19-14                                  | Parciales: 27-21, 30-14, 20-12, 19-14 | Parciales: 27-21, 30-14, 20-12, 19-14                                    | |  |
|                     | Estadísticas Shaquille Johnson (22) Franco Balbi (9) Alexey Borges (6) | Reporte Pts Reb Asts                  | Estadísticas (13) Thomas Cooper (3) Tres jugadores (3) S. Scala, S. Vega | Pabellón: Arena Roberto Durán Asistencia: 972 espectadores Árbitros: Andrés Bartel Krishna Domínguez Orlando José Varela Díaz |  |

| 14 de enero de 2025 | Toros de Chiriquí                                                           | 63–83                                 | Boca Juniors                                                                 | Ciudad de Panamá |  |
| 20:40 (UTC-5)       | Parciales: 17-22, 14-24, 18-16, 14-21                                       | Parciales: 17-22, 14-24, 18-16, 14-21 | Parciales: 17-22, 14-24, 18-16, 14-21                                        | |  |
|                     | Estadísticas Michael Hicks (19) Guillermo Navarro (8) Roberto Armstrong (6) | Reporte Pts Reb Asts                  | Estadísticas (15) J. Vildoza, M. Cuello (9) Martín Cuello (3) Tres jugadores | Pabellón: Arena Roberto Durán Asistencia: 657 espectadores Árbitros: Krishna Domínguez Michael Reed Scott Julirys Guzmán Laureano |  |

Tercera ventana
| 9 de febrero de 2025 | Boca Juniors                                                                       | 96–71                                 | Flamengo                                                                     | Buenos Aires                                                                                       |  |
| 11:00 (UTC-3)        | Parciales: 24-17, 32-15, 28-12, 12-27                                              | Parciales: 24-17, 32-15, 28-12, 12-27 | Parciales: 24-17, 32-15, 28-12, 12-27                                        | |  |
|                      | Estadísticas J. Vildoza, F. Giorgetti (15) Franco Giorgetti (5) Santiago Scala (8) | Reporte Pts Reb Asts                  | Estadísticas (22) Guilherme Deodato (9) Jhonatan Dos Santos (7) Franco Balbi | Pabellón: Gimnasio Héctor Etchart Árbitros: Omar Bermúdez Daniel García Carmelo De la Rosa Álvarez |  |

| 10 de febrero de 2025 | Flamengo                                                                | 110–65                                | Toros de Chiriquí                                                          | Buenos Aires |  |
| 21:20 (UTC-3)         | Parciales: 29-19, 26-17, 32-13, 23-16                                   | Parciales: 29-19, 26-17, 32-13, 23-16 | Parciales: 29-19, 26-17, 32-13, 23-16                                      | |  |
|                       | Estadísticas Jordan Williams (19) Jordan Williams (8) Franco Balbi (11) | Reporte Pts Reb Asts                  | Estadísticas (11) Guillemo Navarro (5) Jaime Lloreda (5) Roberto Armstrong | Pabellón: Gimnasio Héctor Etchart Árbitros: Carmelo De la Rosa Álvarez Yezid Valentine Carreño Pinzón Franco Anselmo Krivokapich |  |

| 11 de febrero de 2025 | Boca Juniors                                                                          | 114–70                                | Toros de Chiriquí                                                       | Buenos Aires                                                                                           |  |
| 21:20 (UTC-3)         | Parciales: 30-13, 21-21, 33-16, 30-20                                                 | Parciales: 30-13, 21-21, 33-16, 30-20 | Parciales: 30-13, 21-21, 33-16, 30-20                                   | |  |
|                       | Estadísticas Thomas Cooper (16) J. Guerrero, A. Ibargüen (6) Juan Martin Guerrero (9) | Reporte Pts Reb Asts                  | Estadísticas (18) Michael Hicks (8) Jaime Lloreda (5) Roberto Armstrong | Pabellón: Gimnasio Héctor Etchart Árbitros: Omar Bermúdez Daniel García Yezid Valentine Carreño Pinzón |  |

### Grupo C
| Pos. | Equipo   | Pts | PJ | PG | PP | PF  | PC  | Dif |
| ---- | -------- | --- | -- | -- | -- | --- | --- | --- |
| 1.   | Minas TC | 12  | 6  | 6  | 0  | 489 | 420 | 69  |
| 3.   | Quimsa   | 8   | 6  | 2  | 4  | 430 | 459 | -29 |
| 2.   | Biguá    | 7   | 6  | 1  | 5  | 423 | 463 | -40 |

|  | Clasificados a la siguiente fase del torneo. |

Los horarios corresponden a la hora local.

Primera ventana
| 12 de diciembre de 2024 | Quimsa                                                                            | 70–72                                 | Biguá                                                                   | Santiago del Estero |  |
| 22:10 (UTC-3)           | Parciales: 18-23, 11-13, 14-13, 27-23                                             | Parciales: 18-23, 11-13, 14-13, 27-23 | Parciales: 18-23, 11-13, 14-13, 27-23                                   | |  |
|                         | Estadísticas Agustín Pérez (19) Tavario Miller (15) J. Brussino, B. Sansimoni (4) | Reporte Pts Reb Asts                  | Estadísticas (16) Matías Espinosa (10) Josh Cunningham (8) Andre Spight | Pabellón: Estadio Ciudad Asistencia: 100 espectadores Árbitros: Grant Alexander Todey Carlos Vélez Nicolás Daniel Flores Ávalos |  |

| 13 de diciembre de 2024 | Biguá                                                                      | 60–73                                | Minas TC                                                                 | Santiago del Estero |  |
| 22:10 (UTC-3)           | Parciales: 18-17, 9-20, 16-22, 17-14                                       | Parciales: 18-17, 9-20, 16-22, 17-14 | Parciales: 18-17, 9-20, 16-22, 17-14                                     | |  |
|                         | Estadísticas Leandro Cerminato (12) Álvaro Payovich (6) Tres jugadores (3) | Reporte Pts Reb Asts                 | Estadísticas (17) Luis Montero (10) Alexandre Paranhos (3) Scott Machado | Pabellón: Estadio Ciudad Asistencia: 50 espectadores Árbitros: Juan Fernández Nicolás Daniel Flores Ávalos Orlando José Varela Díaz |  |

| 14 de diciembre de 2024 | Quimsa                                                               | 73–84                                 | Minas TC                                                                             | Santiago del Estero |  |
| 22:40 (UTC-3)           | Parciales: 31-21, 14-18, 17-20, 11-25                                | Parciales: 31-21, 14-18, 17-20, 11-25 | Parciales: 31-21, 14-18, 17-20, 11-25                                                | |  |
|                         | Estadísticas Agustín Pérez (20) Tavario Miller (7) Juan Brussino (8) | Reporte Pts Reb Asts                  | Estadísticas (17) Danilo Fuzaro (7) R. Mineiro, L. Montero (4) S. Machado, D. Fuzaro | Pabellón: Estadio Ciudad Asistencia: 50 espectadores Árbitros: Carlos Vélez Grant Alexander Todey Orlando José Varela Díaz |  |

Segunda ventana
| 12 de enero de 2025 | Biguá                                                                                       | 77–85                                  | Minas TC                                                               | Paysandú                                                                                       |  |
| 20:10 (UTC-3)       | Parciales: 11-25, 21-23, 16-17, 29- 20                                                      | Parciales: 11-25, 21-23, 16-17, 29- 20 | Parciales: 11-25, 21-23, 16-17, 29- 20                                 |                                                                                                |  |
|                     | Estadísticas A. Spight, L. Cerminato (13) L. Cerminato, A. Payovich (6) Matías Espinosa (5) | Reporte Pts Reb Asts                   | Estadísticas (18) Danilo Fuzaro (14) Luis Montero (3) Cuatro jugadores | Pabellón: Estadio 8 de Junio Árbitros: Johnny Batista Daniel García Carmelo De la Rosa Álvarez |  |

| 13 de enero de 2025 | Minas TC                                                                     | 80–69                                 | Quimsa                                                                | Paysandú |  |
| 20:10 (UTC-3)       | Parciales: 21-21, 19-16, 28-20, 12-12                                        | Parciales: 21-21, 19-16, 28-20, 12-12 | Parciales: 21-21, 19-16, 28-20, 12-12                                 | |  |
|                     | Estadísticas L. Montero, F. Baralle (16) Luis Montero (10) Scott Machado (5) | Reporte Pts Reb Asts                  | Estadísticas (22) Agustín Pérez (10) Arnold Louis (2) Siete jugadores | Pabellón: Estadio 8 de Junio Asistencia: 546 espectadores Árbitros: Johnny Batista Daniel García Yezid Valentine Carreño Pinzón |  |

| 14 de enero de 2025 | Biguá                                                                         | 66–79                                | Quimsa                                                                | Paysandú |  |
| 20:10 (UTC-3)       | Parciales: 12-20, 24-23, 17-9, 13-27                                          | Parciales: 12-20, 24-23, 17-9, 13-27 | Parciales: 12-20, 24-23, 17-9, 13-27                                  | |  |
|                     | Estadísticas Andre Spight (21) Josh Cunningham (7) A. Spight, M. Espinosa (3) | Reporte Pts Reb Asts                 | Estadísticas (18) Nicolás Romano (6) Tavario Miller (6) Juan Brussino | Pabellón: Estadio 8 de Junio Asistencia: 552 espectadores Árbitros: Johnny Batista Fernando Leite Carmelo De la Rosa Álvarez |  |

Tercera ventana
| 8 de febrero de 2025 | Minas TC                                                                        | 86–64                                 | Quimsa                                                          | Belo Horizonte                                                                                |  |
| 19:10 (UTC-3)        | Parciales: 27-20, 21-10, 18-19, 20-15                                           | Parciales: 27-20, 21-10, 18-19, 20-15 | Parciales: 27-20, 21-10, 18-19, 20-15                           |                                                                                               |  |
|                      | Estadísticas Winicius Silva (15) R. Mineiro, A. Paranhos (6) Franco Baralle (6) | Reporte Pts Reb Asts                  | Estadísticas (16) Prince Ali (7) Arnold Louis (5) Juan Brussino | Pabellón: Arena Minas Tênis Clube Árbitros: Jorge Vázquez Krishna Domínguez Roberto Fernández |  |

| 9 de febrero de 2025 | Quimsa                                                                   | 75–71                                 | Biguá                                                                             | Belo Horizonte                                                                           |  |
| 19:10 (UTC-3)        | Parciales: 14-18, 22-10, 15-20, 24-23                                    | Parciales: 14-18, 22-10, 15-20, 24-23 | Parciales: 14-18, 22-10, 15-20, 24-23                                             |                                                                                          |  |
|                      | Estadísticas Juan Brussino (13) T. Miller, P. Ali (7) Nicolás Romano (3) | Reporte Pts Reb Asts                  | Estadísticas (23) Andre Spight (13) Leandro Cerminato (4) A. Spight, L. Cerminato | Pabellón: Arena Minas Tênis Clube Árbitros: Jorge Vázquez Alan Dos Santos Samuel Hidalgo |  |

| 10 de febrero de 2025 | Minas TC                                                                | 81–77                                 | Biguá                                                                       | Belo Horizonte                                                                                 |  |
| 19:10 (UTC-3)         | Parciales: 22-19, 19-20, 20-21, 20-17                                   | Parciales: 22-19, 19-20, 20-21, 20-17 | Parciales: 22-19, 19-20, 20-21, 20-17                                       |                                                                                                |  |
|                       | Estadísticas Yuri Elias (21) Alexandre Paranhos (11) Franco Baralle (5) | Reporte Pts Reb Asts                  | Estadísticas (16) Vinicius Pastor (10) Álvaro Payovich (4) Thiago Rodríguez | Pabellón: Arena Minas Tênis Clube Árbitros: Krishna Domínguez Roberto Fernández Samuel Hidalgo |  |

### Grupo D
| Pos. | Equipo            | Pts | PJ | PG | PP | PF  | PC  | Dif |
| ---- | ----------------- | --- | -- | -- | -- | --- | --- | --- |
| 1.   | SESI Franca       | 12  | 6  | 6  | 0  | 513 | 437 | 76  |
| 2.   | Instituto         | 9   | 6  | 3  | 3  | 469 | 472 | -3  |
| 3.   | Leones de Quilpué | 6   | 6  | 0  | 6  | 427 | 500 | -73 |

|  | Clasificados a la siguiente fase del torneo. |

Los horarios corresponden a la hora local.

Primera ventana
| 14 de diciembre de 2024 | Instituto                                                              | 76–81                                 | SESI Franca                                                                  | Córdoba                                                                                  |  |
| 20:10 (UTC-3)           | Parciales: 21-18, 20-17, 15-29, 20-17                                  | Parciales: 21-18, 20-17, 15-29, 20-17 | Parciales: 21-18, 20-17, 15-29, 20-17                                        |                                                                                          |  |
|                         | Estadísticas Nicolás Copello (17) Nicola Pomoli (10) Nicola Pomoli (6) | Reporte Pts Reb Asts                  | Estadísticas (24) Didi Louzada (7) Georginho de Paula (8) Georginho de Paula | Pabellón: Ángel Sandrín Árbitros: Andrés Bartel Daniel García Carmelo De la Rosa Álvarez |  |

| 15 de diciembre de 2024 | SESI Franca                                                            | 88–64                                 | Leones de Quilpué                                                                          | Córdoba                                                                            |  |
| 22:10 (UTC-3)           | Parciales: 23-18, 16-13, 26-18, 23-15                                  | Parciales: 23-18, 16-13, 26-18, 23-15 | Parciales: 23-18, 16-13, 26-18, 23-15                                                      |                                                                                    |  |
|                         | Estadísticas Charles Hinkle (21) Wesley Ferreira (9) David Jackson (5) | Reporte Pts Reb Asts                  | Estadísticas (14) A. Castillo, J. Evans Jr. (6) A. Castillo, R. Johnson (8) Joshua Webster | Pabellón: Ángel Sandrín Árbitros: Andrés Bartel Leonardo Zalazar Roberto Fernández |  |

| 16 de diciembre de 2024 | Instituto                                                                      | 77–68                                 | Leones de Quilpué                                                                     | Córdoba                                                                                      |  |
| 22:10 (UTC-3)           | Parciales: 23-15, 22-17, 15-16, 17-20                                          | Parciales: 23-15, 22-17, 15-16, 17-20 | Parciales: 23-15, 22-17, 15-16, 17-20                                                 |                                                                                              |  |
|                         | Estadísticas L. Vildoza, N. Pomoli (18) Tres jugadores (7) Leandro Vildoza (7) | Reporte Pts Reb Asts                  | Estadísticas (16) A. Castillo, J. Evans Jr. (10) Anyeuri Castillo (10) Joshua Webster | Pabellón: Ángel Sandrín Árbitros: Andrés Bartel Carmelo De la Rosa Álvarez Roberto Fernández |  |

Segunda ventana
| 9 de enero de 2025 | Leones de Quilpué                                                        | 77–81                                 | Instituto                                                                            | Santiago |  |
| 20:10 (UTC-3)      | Parciales: 29-25, 10-20, 15-23, 23-13                                    | Parciales: 29-25, 10-20, 15-23, 23-13 | Parciales: 29-25, 10-20, 15-23, 23-13                                                | |  |
|                    | Estadísticas Jerry Evans Jr. (16) Jerry Evans Jr. (9) Joshua Webster (7) | Reporte Pts Reb Asts                  | Estadísticas (15) Bautista Lugarini (6) B. Lugarini, J. Saiz (4) N. Copello, J. Saiz | Pabellón: Centro de Deportes Colectivos Asistencia: 539 espectadores Árbitros: Roberto Vázquez Carlos Vélez Jayson Anthony Stiell |  |

| 10 de enero de 2025 | Instituto                                                          | 83–91                                 | SESI Franca                                                                     | Santiago |  |
| 20:10 (UTC-3)       | Parciales: 22-24, 20-21, 21-22, 20-24                              | Parciales: 22-24, 20-21, 21-22, 20-24 | Parciales: 22-24, 20-21, 21-22, 20-24                                           | |  |
|                     | Estadísticas Nicola Pomoli (17) Javier Saiz (6) Tres jugadores (4) | Reporte Pts Reb Asts                  | Estadísticas (18) Wesley Ferreira (7) Georginho de Paula (9) Georginho de Paula | Pabellón: Centro de Deportes Colectivos Asistencia: 250 espectadores Árbitros: Roberto Vázquez Nicolás Daniel Flores Vargas Claudio Andrés Osorio Vargas |  |

| 11 de enero de 2025 | Leones de Quilpué                                                     | 71–83                                 | SESI Franca                                                                      | Santiago |  |
| 20:10 (UTC-3)       | Parciales: 13-22, 17-20, 22-20, 19-21                                 | Parciales: 13-22, 17-20, 22-20, 19-21 | Parciales: 13-22, 17-20, 22-20, 19-21                                            | |  |
|                     | Estadísticas Jerry Evans Jr. (16) Eduardo Lugo (7) Joshua Webster (6) | Reporte Pts Reb Asts                  | Estadísticas (20) Lucas Dias (8) Georginho de Paula (6) F. Corvalán, G. De Paula | Pabellón: Centro de Deportes Colectivos Asistencia: 300 espectadores Árbitros: Roberto Vázquez Carlos Vélez Jayson Anthony Stiell |  |

Tercera ventana
| 5 de febrero de 2025 | SESI Franca                                                                 | 87–75                                | Leones de Quilpué                                                             | Franca |  |
| 19:10 (UTC-3)        | Parciales: 19-30, 25-18, 21-23, 22-4                                        | Parciales: 19-30, 25-18, 21-23, 22-4 | Parciales: 19-30, 25-18, 21-23, 22-4                                          | |  |
|                      | Estadísticas Lucas Dias (18) Georginho de Paula (12) Georginho de Paula (8) | Reporte Pts Reb Asts                 | Estadísticas (19) Shaheed Davis (7) M. Trelles, R. Johnson (6) Martin Trelles | Pabellón: Ginásio Pedrocão Árbitros: Orlando José Varela Díaz Edwin Quiles Rodríguez Grant Alexander Todey |  |

| 6 de febrero de 2025 | Leones de Quilpué                                                            | 72–84                                 | Instituto                                                                   | Franca                                                                                    |  |
| 19:10 (UTC-3)        | Parciales: 11-22, 17-20, 22-24, 22-18                                        | Parciales: 11-22, 17-20, 22-24, 22-18 | Parciales: 11-22, 17-20, 22-24, 22-18                                       |                                                                                           |  |
|                      | Estadísticas S. Davis, I. Carrión (13) Tres jugadores (6) Roquez Johnson (4) | Reporte Pts Reb Asts                  | Estadísticas (16) Bautista Lugarini (8) Bautista Lugarini (6) Nicola Pomoli | Pabellón: Ginásio Pedrocão Árbitros: Andrés Bartel Edwin Quiles Rodríguez Nicolás Zivieri |  |

| 7 de febrero de 2025 | SESI Franca                                                                           | 83–68                                 | Instituto                                                            | Franca                                                                                            |  |
| 19:10 (UTC-3)        | Parciales: 17-20, 22-15, 16-20, 28-13                                                 | Parciales: 17-20, 22-15, 16-20, 28-13 | Parciales: 17-20, 22-15, 16-20, 28-13                                |                                                                                                   |  |
|                      | Estadísticas Facundo Corvalán (14) Georginho de Paula (9) G. De Paula, D. Jackson (5) | Reporte Pts Reb Asts                  | Estadísticas (20) Nicola Pomoli (9) Alex Negrete (4) Leandro Vildoza | Pabellón: Ginásio Pedrocão Árbitros: Andrés Bartel Orlando José Varela Díaz Grant Alexander Todey |  |

## Segunda ronda

### Playoffs
|  | Cuartos de final | Cuartos de final | Cuartos de final | Cuartos de final | Cuartos de final |    |          | Semifinales  | Semifinales | Semifinales |              |              | Final        | Final       | Final |  |
|  |                  |                  |                  |                  |                  |    |          |              |             |             |              |              |              |             |       |  |
|  |                  |                  |                  |                  |                  |    |          |              |             |             |              |              |              |             |       |  |
|  | 1A               | Real Estelí      | 79               | 97               | 58               |    |          |              |             |             |              |              |              |             |       |  |
|  | 1A               | Real Estelí      | 79               | 97               | 58               |    |          |              |             |             |              |              |              |             |       |  |
|  | 2B               | Boca Juniors     | 93               | 89               | 72               |    |          |              |             |             |              |              |              |             |       |  |
|  | 2B               | Boca Juniors     | 93               | 89               | 72               |    | 2B       | Boca Juniors | 80          |             |              |              |              |             |       |  |
|  |                  |                  |                  |                  |                  |    | 2B       | Boca Juniors | 80          |             |              |              |              |             |       |  |
|  |                  |                  | 2D               | Instituto        | 73               |    |          |              |             |             |              |              |              |             |       |  |
|  | 1C               | Minas TC         | 2D               | Instituto        | 73               | 60 | 79       | 74           |             |             |              |              |              |             |       |  |
|  | 1C               | Minas TC         |                  |                  |                  |    |          | 74           |             |             |              |              |              |             |       |  |
|  | 2D               | Instituto        | 67               | 70               | 79               |    |          |              |             |             |              |              |              |             |       |  |
|  | 2D               | Instituto        | 67               | 70               | 79               |    |          |              |             |             |              | 2B           | Boca Juniors | 57          |       |  |
|  |                  |                  |                  |                  |                  |    |          |              |             |             |              | 2B           | Boca Juniors | 57          |       |  |
|  |                  |                  | 1B               | Flamengo         | 83               |    |          |              |             |             |              |              |              |             |       |  |
|  | 1B               | Flamengo         | 1B               | Flamengo         | 83               | 89 | 102      |              |             |             |              |              |              |             |       |  |
|  | 1B               | Flamengo         |                  |                  |                  |    |          |              |             |             |              |              |              |             |       |  |
|  | 2A               | Paisas BC        | 72               | 65               |                  |    |          |              |             |             |              |              |              |             |       |  |
|  | 2A               | Paisas BC        | 72               | 65               |                  | 1B | Flamengo | 91           |             |             | Tercer lugar | Tercer lugar | Tercer lugar |             |       |  |
|  |                  |                  |                  |                  |                  | 1B | Flamengo | 91           |             |             | Tercer lugar | Tercer lugar | Tercer lugar |             |       |  |
|  |                  |                  | 1D               | SESI Franca      | 67               |    |          |              |             |             |              |              |              |             |       |  |
|  | 1D               | SESI Franca      | 1D               | SESI Franca      | 67               | 71 | 78       | 84           |             |             | 2D           | Instituto    | 59           |             |       |  |
|  | 1D               | SESI Franca      |                  |                  |                  |    |          | 84           |             |             | 2D           | Instituto    | 59           |             |       |  |
|  | 2C               | Quimsa           | 69               | 88               | 73               |    |          |              |             |             |              |              | 1D           | SESI Franca | 74    |  |
|  | 2C               | Quimsa           | 69               | 88               | 73               |    |          |              |             |             |              |              | 1D           | SESI Franca | 74    |  |
|  |                  |                  |                  |                  |                  |    |          |              |             |             |              |              |              |             |       |  |

### Cuartos de final

##### Real Estelí vs. Boca Juniors
| 10 de marzo de 2025 | Boca Juniors                                                      | 93–79                                 | Real Estelí                                                                      | Buenos Aires                                                                              |  |
| 21:10 (UTC-3)       | Parciales: 18-21, 17-18, 35-19, 23-21                             | Parciales: 18-21, 17-18, 35-19, 23-21 | Parciales: 18-21, 17-18, 35-19, 23-21                                            |                                                                                           |  |
|                     | Estadísticas José Vildoza (31) Marcos Delía (10) José Vildoza (8) | Reporte Pts Reb Asts                  | Estadísticas (25) Jezreel De Jesús (10) Joao Franca (3) J. De Jesús, G. Rice Jr. | Pabellón: Estadio Obras Sanitarias Árbitros: Omar Bermúdez Fernando Leite Nicolás Zivieri |  |

| 14 de marzo de 2025 | Real Estelí                                                               | 97–89                                 | Boca Juniors                                                                   | Managua |  |
| 19:40 (UTC-6)       | Parciales: 24-21, 22-27, 23-20, 28-21                                     | Parciales: 24-21, 22-27, 23-20, 28-21 | Parciales: 24-21, 22-27, 23-20, 28-21                                          | |  |
|                     | Estadísticas Jezreel De Jesús (23) Glen Rice Jr. (9) Jezreel De Jesús (7) | Reporte Pts Reb Asts                  | Estadísticas (19) S. Vega, A. Ibargüen (10) Sebastián Vega (10) Santiago Scala | Pabellón: Polideportivo Alexis Argüello Asistencia: 6,700 espectadores Árbitros: Julio Anaya Johnny Batista Alan Dos Santos |  |

| 15 de marzo de 2025 | Real Estelí                                                   | 58–72                                 | Boca Juniors                                                                | Managua                                                                                    |  |
| 19:40 (UTC-6)       | Parciales: 13-24, 19-16, 14-19, 12-13                         | Parciales: 13-24, 19-16, 14-19, 12-13 | Parciales: 13-24, 19-16, 14-19, 12-13                                       |                                                                                            |  |
|                     | Estadísticas Joao Franca (16) Joao Franca (10) Jared Ruiz (4) | Reporte Pts Reb Asts                  | Estadísticas (15) Andrés Ibargüen (10) Sebastián Vega (4) S. Scala, S. Vega | Pabellón: Polideportivo Alexis Argüello Árbitros: Julio Anaya Johnny Batista Andrés Bartel |  |

##### Minas TC vs. Instituto
| 8 de marzo de 2025 | Instituto                                                          | 67–60                                | Minas TC                                                                             | Córdoba                                                                             |  |
| 19:40 (UTC-3)      | Parciales: 17-17, 20-16, 14-19, 16-8                               | Parciales: 17-17, 20-16, 14-19, 16-8 | Parciales: 17-17, 20-16, 14-19, 16-8                                                 |                                                                                     |  |
|                    | Estadísticas Lee Aaliya (16) Nicola Pomoli (7) Leandro Vildoza (5) | Reporte Pts Reb Asts                 | Estadísticas (15) Jeremy Hollowell (10) J. Hollowell, A. Paranhos (3) Tres jugadores | Pabellón: Ángel Sandrín Árbitros: Andrés Bartel Carlos Vélez Edwin Quiles Rodríguez |  |

| 12 de marzo de 2025 | Minas TC                                                                             | 79–70                                 | Instituto                                                              | Belo Horizonte                                                                      |  |
| 18:10 (UTC-3)       | Parciales: 28-23, 11-16, 20-14, 20-17                                                | Parciales: 28-23, 11-16, 20-14, 20-17 | Parciales: 28-23, 11-16, 20-14, 20-17                                  |                                                                                     |  |
|                     | Estadísticas Franco Baralle (21) Alexandre Paranhos (11) J. Hollowell, D. Fuzaro (3) | Reporte Pts Reb Asts                  | Estadísticas (17) Lee Aaliya (6) Emmitt Holt (3) A. Negrete, N. Pomoli | Pabellón: Arena Minas Árbitros: Carlos Peralta Daniel García Edwin Quiles Rodríguez |  |

| 13 de marzo de 2025 | Minas TC                                                           | 74–79                                 | Instituto                                                                 | Belo Horizonte                                                                        |  |
| 18:10 (UTC-3)       | Parciales: 21-32, 19-10, 10-23, 24-14                              | Parciales: 21-32, 19-10, 10-23, 24-14 | Parciales: 21-32, 19-10, 10-23, 24-14                                     |                                                                                       |  |
|                     | Estadísticas Juan Arengo (19) Tres jugadores (8) Scott Machado (4) | Reporte Pts Reb Asts                  | Estadísticas (21) Nicola Pomoli (8) Bautista Lugarini (7) Leandro Vildoza | Pabellón: Arena Minas Árbitros: Carlos Peralta Daniel García Orlando José Varela Díaz |  |

##### Flamengo vs. Paisas BC
| 9 de marzo de 2025 | Paisas BC                                                        | 72–89                                 | Flamengo                                                            | Medellín |  |
| 17:10 (UTC-5)      | Parciales: 19-23, 24-25, 17-20, 12-21                            | Parciales: 19-23, 24-25, 17-20, 12-21 | Parciales: 19-23, 24-25, 17-20, 12-21                               | |  |
|                    | Estadísticas Víctor Liz (25) Thomas Robinson (11) Víctor Liz (4) | Reporte Pts Reb Asts                  | Estadísticas (20) Alexey Borges (11) Ruan Miranda (9) Alexey Borges | Pabellón: Coliseo Iván de Bedout Asistencia: 3,950 espectadores Árbitros: Johnny Batista Orlando José Varela Díaz Waseem Husainy |  |

| 14 de marzo de 2025 | Flamengo                                                                         | 102–65                                | Paisas BC                                                                            | Río de Janeiro                                                                                 |  |
| 19:10 (UTC-3)       | Parciales: 29-12, 37-21, 23-17, 13-15                                            | Parciales: 29-12, 37-21, 23-17, 13-15 | Parciales: 29-12, 37-21, 23-17, 13-15                                                |                                                                                                |  |
|                     | Estadísticas Jordan Williams (25) J. Williams, S. Johnson (6) Alexey Borges (11) | Reporte Pts Reb Asts                  | Estadísticas (10) Thomas Robinson (14) Cristian Arboleda (3) J. Salcedo, C. Arboleda | Pabellón: Maracanãzinho Árbitros: Leonardo Zalazar Juan Fernández Claudio Andrés Osorio Vargas |  |

##### SESI Franca vs. Quimsa
| 8 de marzo de 2025 | Quimsa                                                                   | 69–71                                 | SESI Franca                                                                  | Santiago del Estero                                                                                         |  |
| 22:10 (UTC-3)      | Parciales: 17-14, 12-21, 30-20, 10-16                                    | Parciales: 17-14, 12-21, 30-20, 10-16 | Parciales: 17-14, 12-21, 30-20, 10-16                                        | |  |
|                    | Estadísticas Brandon Robinson (26) Emiliano Basabe (8) Juan Brussino (9) | Reporte Pts Reb Asts                  | Estadísticas (21) Didi Louzada (7) Georginho de Paula (6) Georginho de Paula | Pabellón: Estadio Ciudad Asistencia: 1,400 espectadores Árbitros: Carlos Peralta Daniel García Ryan Johnson |  |

| 12 de marzo de 2025 | SESI Franca                                                                   | 78–88                                 | Quimsa                                                                  | Franca                                                                                            |  |
| 20:40 (UTC-3)       | Parciales: 17-23, 26-24, 14-19, 21-22                                         | Parciales: 17-23, 26-24, 14-19, 21-22 | Parciales: 17-23, 26-24, 14-19, 21-22                                   |                                                                                                   |  |
|                     | Estadísticas Lucas Dias (28) Georginho de Paula (10) L. Dias, G. De Paula (3) | Reporte Pts Reb Asts                  | Estadísticas (23) Tavario Miller (7) Brandon Robinson (9) Juan Brussino | Pabellón: Ginásio Pedrocão Árbitros: Roberto Vázquez Krishna Domínguez Carmelo De la Rosa Álvarez |  |

| 13 de marzo de 2025 | SESI Franca                                                                         | 84–73                                | Quimsa                                                                   | Franca                                                                                       |  |
| 20:40 (UTC-3)       | Parciales: 19-16, 19-28, 27-7, 19-22                                                | Parciales: 19-16, 19-28, 27-7, 19-22 | Parciales: 19-16, 19-28, 27-7, 19-22                                     |                                                                                              |  |
|                     | Estadísticas Georginho de Paula (24) Georginho de Paula (10) Georginho de Paula (3) | Reporte Pts Reb Asts                 | Estadísticas (16) Brandon Robinson (10) Tavario Miller (4) Juan Brussino | Pabellón: Ginásio Pedrocão Árbitros: Roberto Vázquez Carmelo De la Rosa Álvarez Carlos Vélez |  |

### Final Four
El 1 de abril se confirmó que el Final 4 de la temporada 2024-25 se jugará en la ciudad de Río de Janeiro, Brasil, en el icónico estadio Maracanãzinho, los días 18 y 19 de abril.

#### Semifinales
| 18 de abril de 2025 | Boca Juniors                                                                | 80–73                                 | Instituto                                                                 | Río de Janeiro                                                              |  |
| 18:10 (UTC-3)       | Parciales: 19-19, 15-15, 19-13, 27-26                                       | Parciales: 19-19, 15-15, 19-13, 27-26 | Parciales: 19-19, 15-15, 19-13, 27-26                                     |                                                                             |  |
|                     | Estadísticas José Vildoza (20) M. Delía, A. Ibargüen (6) Santiago Scala (6) | Reporte Pts Reb Asts                  | Estadísticas (18) Nicola Pomoli (7) Bautista Lugarini (5) Leandro Vildoza | Pabellón: Maracanãzinho Árbitros: Andrés Bartel Carlos Peralta Carlos Vélez |  |

| 18 de abril de 2025 | Flamengo                                                           | 91–67                                 | Franca                                                                         | Río de Janeiro                                                             |  |
| 21:10 (UTC-3)       | Parciales: 22-18, 20-11, 23-11, 26-27                              | Parciales: 22-18, 20-11, 23-11, 26-27 | Parciales: 22-18, 20-11, 23-11, 26-27                                          |                                                                            |  |
|                     | Estadísticas Alexey Borges (24) Ruan Miranda (7) Alexey Borges (9) | Reporte Pts Reb Asts                  | Estadísticas (14) Charles Hinkle (8) Georginho de Paula (4) Georginho de Paula | Pabellón: Maracanãzinho Árbitros: Julio Anaya Daniel García Orlando Varela |  |

#### Tercer lugar
| 19 de abril de 2025 | Franca                                                                              | 74–59                                 | Instituto                                                           | Río de Janeiro                                                                       |  |
| 17:10 (UTC-3)       | Parciales: 16-13, 23-18, 19-11, 16-17                                               | Parciales: 16-13, 23-18, 19-11, 16-17 | Parciales: 16-13, 23-18, 19-11, 16-17                               |                                                                                      |  |
|                     | Estadísticas Georginho de Paula (18) Georginho de Paula (10) Georginho de Paula (5) | Reporte Pts Reb Asts                  | Estadísticas (18) Alex Negrete (7) Emmitt Holt (3) Cuatro jugadores | Pabellón: Maracanãzinho Árbitros: Andrés Bartel Krishna Domínguez Carmelo de la Rosa |  |

#### Final
| 19 de abril de 2025 | Flamengo                                                               | 83–57                                 | Boca Juniors                                                              | Río de Janeiro                                                              |  |
| 21:10 (UTC-3)       | Parciales: 30-13, 19-16, 11-16, 23-12                                  | Parciales: 30-13, 19-16, 11-16, 23-12 | Parciales: 30-13, 19-16, 11-16, 23-12                                     |                                                                             |  |
|                     | Estadísticas Guilherme Deodato (16) Ruan Miranda (9) Alexey Borges (6) | Reporte Pts Reb Asts                  | Estadísticas (16) Martín Cuello (5) Marcos Delía (5) S. Scala, J. Vildoza | Pabellón: Maracanãzinho Árbitros: Julio Anaya Carlos Peralta Orlando Varela |  |

### Quinteto Ideal
- Base:  Alexéi Thiago Pereira Borges ( Flamengo) MVP [18]
- Escolta:  Nicola Pomoli Larraburu ( Instituto)
- Alero:  Guilherme Pereira Deodato ( Flamengo)
- Ala-Pívot:  Sebastián Ernesto Vega ( Boca Juniors)
- Pívot:  Lucas Dias Silva ( Franca)